# Вашингтон, Уоррен
Уоррен Мортон Вашингтон (англ. Warren Morton Washington; 28 августа 1936, Портленд, штат Орегон — 18 октября 2024, Колорадо) — американский метеоролог, специализировался на компьютерном моделировании климата Земли. Сотрудник Национального центра исследований атмосферы (NCAR), член Национальной инженерной академии США (2002) и Американского философского общества (2003). Удостоен Национальной научной медали США (2010), премии Тайлера (2019) и др. отличий.

## Биография
Окончил Университет штата Орегон (бакалавр физики, 1958) и в 1960 году там же получил степень магистра метеорологии. В 1964 году в Университете штата Пенсильвания получил степень доктора философии по метеорологии. С 1963 года научный сотрудник в Национальном центре исследований атмосферы (NCAR) в Боулдере (штат Колорадо), где с 1987 года стал директором отдела. С 1968 по 1971 год адъюнкт-профессор в Мичиганском университете.
С 1994 по 2006 год член Национального научного совета, его председатель с 2002 года. Являлся председателем Национального научного фонда. В 1994 году президент Американского метеорологического общества, его почётный член (2006). Член Американской академии искусств и наук (2009). Фелло Американского геофизического союза (2013) и Американской ассоциации содействия развитию науки, являлся членом совета директоров последней (1991—1995).
Автор более 150 публикаций, автобиографии «Odyssey in Climate Modeling, Global Warming, and Advising Five Presidents».

### Личная жизнь и смерть
Был женат, имел троих детей.
Умер в Колорадо 18 октября 2024 года в возрасте 88 лет.

## Награды и отличия
- Le Verrier Medal, Societe Meteorologique de France (1995)
- Biological and Environmental Research Program Exceptional Service Award for Atmospheric Science, министерство энергетики США (1997)
- National Weather Service Modernization Award (1999)
- Dr. Charles Anderson Award Американского метеорологического общества (1999)
- Bonfils-Stanton Foundation Award (2000)
- Vollum Award for Distinguished Accomplishment in Science and Technology, Reed College in Portland, Oregon (2004)
- Charles Franklin Brooks Award Американского метеорологического общества (2007)
- Нобелевская премия мира 2007 года (в составе МГЭИК)
- Национальная научная медаль США (2010)
- Премия Тайлера (2019)
- Премия Ниренберга (2021)

Удостоен ряда почётных степеней, в частности почётный доктор Университета штата Орегон (2006).